# 徹底活用!鉄道周遊切符の旅
徹底活用!鉄道周遊切符の旅（てっていかつよう!てつどうしゅうゆうきっぷのたび）は、2007年に旅チャンネルで放送された鉄道紀行番組である。

## 概要
日本国内の幾つかの地域にスポットを当て、JRから発売されている「お得切符」である周遊きっぷを利用して、そこを走る鉄道と観光地を紹介する。尚、第7回-9回は前年に初回放送された『青春18きっぷの旅』の構成を踏襲している。

## 内容
1. 熊本周遊切符の旅1 - 豊肥本線豊後竹田駅 - 阿蘇駅
2. 熊本周遊切符の旅2 - 阿蘇駅 - 鹿児島本線玉名駅
3. 熊本周遊切符の旅3 - 玉名駅 - 肥薩線吉松駅
4. 北海道道東ゾーン切符の旅1 - 石勝線南千歳駅 - 根室本線釧路駅
5. 北海道道東ゾーン切符の旅2 - 釧網本線釧路駅 - 知床斜里駅
6. 北海道道東ゾーン切符の旅3 - 知床斜里駅 - 石北本線旭川駅
7. 青春18きっぷの旅 山陽線1 - 山陽本線岡山駅 - 尾道駅
8. 青春18きっぷの旅 山陽線2 - 尾道駅 - 広島駅
9. 青春18きっぷの旅 山陽線3 - 広島駅 - 岩国駅
10. 近江路ゾーン1 - 東海道本線京都駅 - 近江八幡駅
11. 近江路ゾーン2 - 近江八幡駅 - 北陸本線木ノ本駅
12. 近江路ゾーン3 - 木ノ本駅 - 小浜線小浜駅

## スタッフ
- ナレーター - 梅崎之梨子（1-3）、森田正樹（4-6）、真夏竜（7-9）、三ツ木清隆（10-12）
- 出演 - 坪内政美（写真家）（7-9） - 「アドバイザー」とクレジットされている。
- 構成 - 市川幸宏（1-6）、須川修次
- 演出 - 小梶利香（1-3）、街風建雄（4-6）、平山陽（7-9）、須川修次（10-12）
- 撮影 - 渡辺勝重（1-3）、津野晶（4-6）、安井直正（7-9）、角田典人（7-9）、青木淳二（10-12）
- 編集 - 菊池永智（7-9）
- 音効 - 後藤拓（7-9）
- 企画 - 蔵本悟次（JIC）（7-9）
- プロデューサー - すずきたくや（1-6）、平山陽（7-9）、西丸裕子（10-12）、蔵本悟次（JIC）（1-6、10-12）
- 制作協力 - ヴェルマーク（1-6）、I&Iファクトリー（7-9）
- 製作・著作 - 旅チャンネル/JIC